# 奥村悳輝

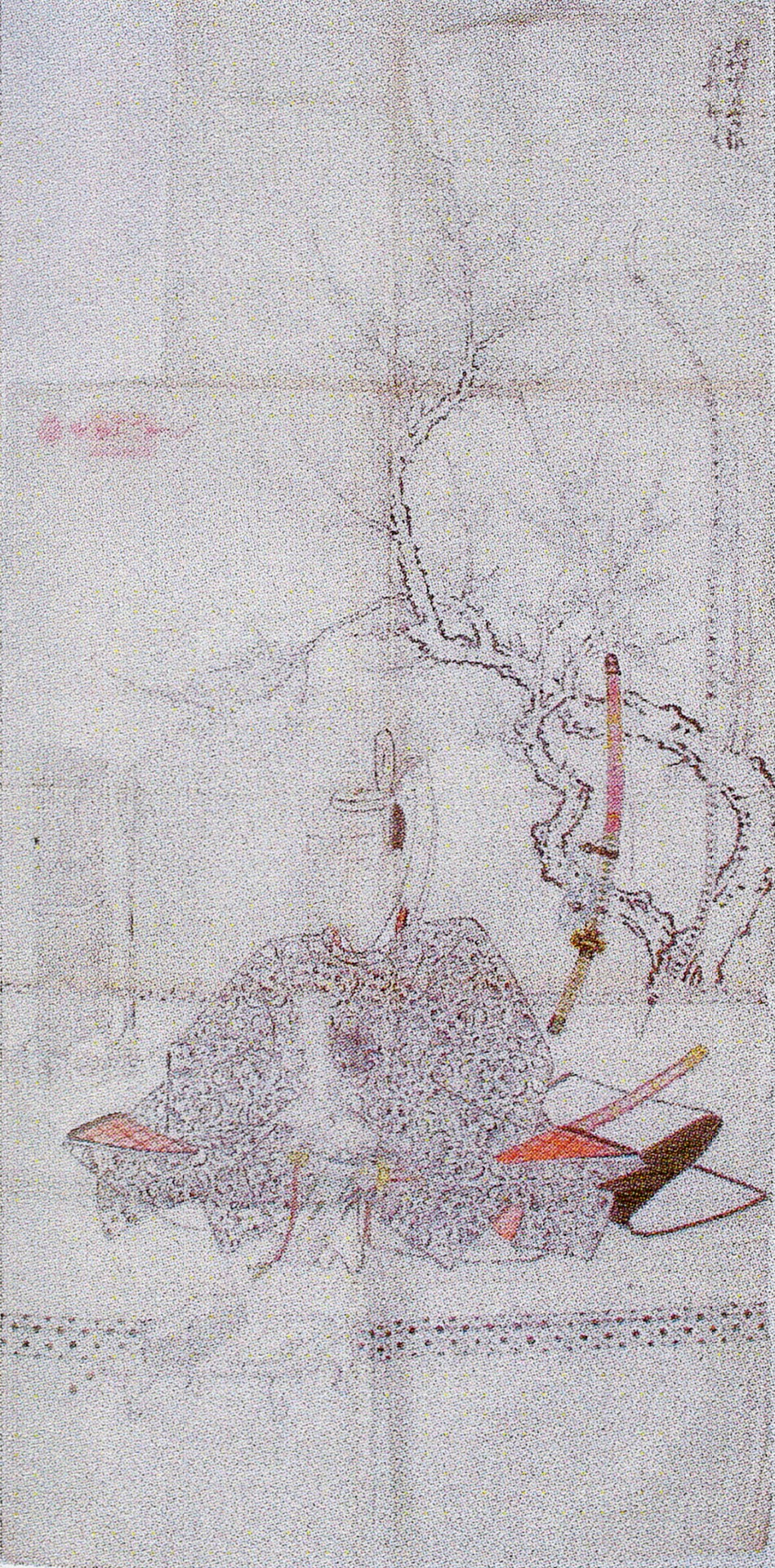
奥村悳輝(石川県立歴史博物館蔵)

奥村 悳輝（おくむら やすてる、承応2年10月5日（1653年11月24日） - 宝永2年閏4月20日（1705年6月11日））は、加賀藩年寄。加賀八家奥村分家第3代当主。
父は奥村庸礼。母は横山康玄の娘。正室は品川雅直の娘。子は奥村明敬、奥村温良、横山貴林、奥村有定。幼名千松。初名和広、和長、和貴。通称大蔵、兵部、因幡、壱岐。号は澗宇。

## 生涯
承応2年（1653年）、加賀藩年寄奥村庸礼の次男として金沢に生まれる。兄多宮が夭折したため父の嫡男となる。万治4年（1661年）9歳で藩主前田綱紀に御目見する。寛文6年（1666年）、綱紀に仕える。延宝3年（1675年）、近習取次となり、翌年知行1500石を与えられる。延宝7年（1679年）、若年寄となり800石加増。後に1700石の加増を受け、貞享3年（1686年）に家老となり、さらに1000石の加増を受け禄高5000石となる。貞享4年（1687年）、父庸礼の死去により家督と1万2450石を相続し、合わせて禄高1万7450石の人持組頭となる。宝永元年（1705年）12月、従五位下丹波守に任官。宝永2年（1705年）閏4月20日、53歳で死去した。家督は嫡男明敬が相続した。六男貴林は横山任風の養子となり、七男有定（定賢）は奥村宗家有輝の養子となって家督を相続した。
父庸礼と同じく、藩主綱紀の命で儒学者朱舜水の弟子となった。